# Dichapetalum laurocerasus
Dichapetalum laurocerasus är en tvåhjärtbladig växtart som först beskrevs av Jules Émile Planchon och Joseph Dalton Hooker, och fick sitt nu gällande namn av Adolf Engler. Dichapetalum laurocerasus ingår i släktet Dichapetalum och familjen Dichapetalaceae. Inga underarter finns listade i Catalogue of Life.